# Shirai Shuhei
Shuhei Shirai (sinh ngày 19 tháng 7 năm 1985) là một cầu thủ bóng đá người Nhật Bản.

## Sự nghiệp câu lạc bộ
Shuhei Shirai đã từng chơi cho Sagawa Printing và YSCC Yokohama.